# بروتوكول ريو
كان بروتوكول السلام والصداقة والحدود بين بيرو وإكوادور، أو اختصارا بروتوكول ريو .البروتوكول هو اتفاقية دولية موقعة في ريو دي جانيرو بالبرازيل  في 29 يناير 1942 من قبل وزيري خارجية بيرو وإكوادور وبمشاركة الولايات المتحدة والبرازيل وتشيلي والأرجنتين كضامنين. كان الغرض من البروتوكول هو حل النزاع الإقليمي طويل الأمد بين البلدين، ووضع حد رسمي لحرب إكوادورية والبيروفية  في 1941-1942. ومع ذلك كان البروتوكول غير مكتمل واندلعت الحرب بين بيرو وإكوادور مرتين في عامي 1981 وقبل التوقيع على إعلان إتاماتي للسلام الذي أدى إلى حل نهائي للنزاع.

## التاريخ
في مايو 1941 ومع تصاعد التوترات على الحدود الإكوادورية البيروفية والحرب الوشيكة، قدمت حكومات الولايات المتحدة والبرازيل والأرجنتين خدماتها في المساعدة في الوساطة في النزاع. فشلت جهودهم في منع اندلاع الأعمال القتالية في 23 يوليو 1941، لكن التدخل الدبلوماسي أدى إلى وقف إطلاق نار نهائي في 31 يوليو. وعلى الرغم من ذلك استمرت المناوشات المحدودة خلال شهري أغسطس وسبتمبر في الإكوادور تحديدا مقاطعة إل أورو ومقاطعة لوخا وكذلك في أراضي الأمازون. اتهمت الإكوادور بيرو بمواصلة تقدمها الي هضبة مقاطعة أزواي.
في 2 أكتوبر، مع وجود مراقبين عسكريين من الدول الثلاث التي تتوسط في العمل كشهود، وقعت الإكوادور وبيرو على اتفاق تالارا الذي أنشأ منطقة منزوعة السلاح داخل مقاطعتي إيل أورو ولوخا، ريثما يتم التوقيع على معاهدة سلام نهائية. استمرت الجهود الدبلوماسية مع انضمام تشيلي الي الدول الوسيطة.
بدخولها مؤخراً إلى الحرب العالمية الثانية كانت الولايات المتحدة حريصة على تقديم قارة أمريكية موحدة. في القمة الأمريكية الثالثة التي عقدت في ريو دي جانيرو شجعت البرازيل الولايات المتحدة على التوصل إلى تسوية بين البلدين.
في 29 يناير 1942، في اليوم الأخير من قمة عموم أمريكا الثالثة التي عقدت في ريو دي جانيرو وقع وزيرا خارجية إكوادور وبيرو جوليو توبار دونوسو وألفريدو سولف إي مورو «بروتوكول السلام والصداقة والحدود» والمعروفة باسم بروتوكول ريو دي جانيرو. شارك المراقبون من الولايات المتحدة والبرازيل والأرجنتين وشيلي في التوقيع على الوثيقة ليصبحوا "ضامنين للبروتوكول". تم التصديق على بروتوكول ريو في وقت لاحق من قبل مؤتمر كل بلد في 26 فبراير 1942.
بموجب أحكام البروتوكول، وافقت الإكوادور على سحب مطالبتها القديمة لحقوق الوصول المباشر للأراضي إلى نهري مارانيون والأمازون ووافقت بيرو على سحب القوات العسكرية البيروفية من الأراضي الإكوادورية. تم منح بيرو مساحة تبلغ 200 ألف كيلومتر مربع (77000 ميل مربع) من الأراضي المتنازع عليها حتى الآن في منطقة مايناس في حوض الأمازون والتي تم تأسيسها لتكون المالك الفعلي للأرض منذ نهاية القرن التاسع عشر. تم استخدام خط الوضع الراهن المحدد في اتفاق ليما لعام 1936 كأساس لخط الحدود النهائي؛ الحدود السابقة المعترف بها الممتلكات الحالية، ولكن ليس السيادة. بالنسبة إلى خط 1936  تخلت الإكوادور عن 18.552 كيلومتر مربع من الأراضي التي كانت تمتلكها سابقًا إلى بيرو، بينما تنازلت بيرو عن 5,072 كيلومتر مربع من الأراضي التي كانت تمتلكها سابقًا إلى الإكوادور.
خلال الستينيات، زعمت الحكومة الإكوادورية أن البروتوكول كان غير صالح لأنه تم التوقيع عليه بالإكراه بينما كانت القوات الأجنبية متمركزة على الأراضي الإكوادورية. تم تعديل هذا الموقف من قبل الحكومات اللاحقة، ولكن لم يتم الرجوع إليه رسميًا حتى القرار النزاع في عام 1995.
لم يتحقق الهدف المقصود لبروتوكول ريو حتى توقيع إعلان السلام في إيتاماراتي في عام 1995. وفي فترة  توقيع المعاهدتن أعاد حادث باكيشا وحرب سينيبا إشعال النزاع.

## النص
بروتوكول السلام والصداقة والحدود بين بيرو وإكوادور
رغبة حكومتي بيرو وإكوادور في تسوية النزاع علي الحدود فرقتهما على مدى فترة طويلة، مع مراعاة العرض الذي قدمته إليهما حكومتا الولايات المتحدة الأمريكية، وجمهورية الأرجنتين في الولايات المتحدة البرازيلية، وشيلي، على خدماتهما الودية للسعي إلى حل سريع ومشرف للبرنامج، وانطلاقاً من الروح الأمريكية التي سادت في الاجتماع التشاوري الثالث لوزراء خارجية أمريكا الجمهوريات.وقد عقدت العزم على إبرام بروتوكول السلام والصداقة، والحدود في حضور ممثلي تلك الحكومات الصديقة الأربع. تحقيقًا لهذه الغاية، يشارك المفوضون التاليون:
عن جمهورية بيرو الدكتور ألفريدو سولف إي مورو (وزير الخارجية).وعن جمهورية إكوادور الدكتور جوليو توبار دونوسو (وزير الخارجية) الذي وافق  بعد أن أظهر الصلاحيات الكاملة لكل طرف ووجده في حالة جيدة ومستحقة، وافق على توقيع البروتوكول التالي:

### المادة الأولى
تؤكد حكومتا بيرو وإكوادور رسمياً عزمهما الحازم على الحفاظ على علاقات السلام والصداقة بين الشعبين والتفاهم وحسن النية وامتناع كل منهما من أي عمل قادر على الإخلال بهذه العلاقات.

### المادة الثانية
تقوم حكومة بيرو، خلال فترة 15 يومًا من هذا التاريخ بسحب قواتها العسكرية إلى المكان الموضح في المادة الثامنة من هذا البروتوكول.

### المادة الثالثة
تتعاون الولايات المتحدة الأمريكية والأرجنتين والبرازيل وشيلي عن طريق المراقبين العسكريين من أجل التكيف مع ظروف إخلاء القوات وتقاعدها، وفقًا للمادة السابقة.

### المادة الرابعة
تبقى القوات العسكرية للبلدين في مواقعها الجديدة إلى أن يتم الترسيم النهائي لخط الحدود. حتى ذلك الحين، لا يكون لإكوادور سوى الولاية القضائية المدنية في المناطق التي يتم إخلاؤها من قبل بيرو، والتي تظل في نفس الوضع مثل المنطقة المنزوعة السلاح من قانون تالارا.

### المادة الخامسة
سيستمر نشاط الولايات المتحدة والأرجنتين والبرازيل وشيلي حتى يتم الانتهاء من ترسيم الحدود بين بيرو وإكوادور، ويصبح هذا البروتوكول وتنفيذه تحت ضمان البلدان الأربعة المذكورة في بداية هذه المقالة. .

### المادة السادسة
تتمتع الإكوادور، لأغراض الملاحة في الأمازون وروافدها الشمالية، بنفس التنازلات التي تتمتع بها البرازيل وكولومبيا zبالإضافة إلى تلك التي قد يتم الاتفاق عليها في معاهدة التجارة والملاحة المصممة لتسهيل الملاحة المجانية وغير الخاضعة للضريبة على الأنهار المذكورة.

### المادة السابعة
يتم تسوية أي شك أو خلاف قد ينشأ في تنفيذ هذا البروتوكول من قبل الأطراف المعنية بمساعدة ممثلي الولايات المتحدة والأرجنتين والبرازيل وشيلي في أقصر وقت ممكن.

### المادة الثامنة
يتبع خط الحدود النقاط المذكورة أدناه:

#### اولا في الغرب
مصب كابونيس في المحيط
نهر زاروميلا ونهر البالاسمال أو لاخاس لاكوادور.
نهر بويانغو أو تومبيس إلى كويبرادا دي كازادرو إلى نهر كيرا؛
منبع نهر شيرا، نهري ماكاراو كالافاس واسبيندولا، عند المنبع، إلى مصادر آخر ذكر في سابانيلاس نودو
من سابانيلاس نودو إلى نهر كانشي؛ على طول مجرى نهر كانشيس، المصب؛ نهر تشينشيب، في اتجاه مجرى النهر، إلى النقطة التي يستقبل بها نهر سان فرانسيسكو.

#### ثانيا في الشرق
من كويبرادا دي سان فرانسيسكو، مستجمعات المياه بين نهري زامورا وسانتياغو، إلى نقطة التقاء نهر سانتياغو مع نهر ياوبي؛
خط إلى منفذ بوبانزا في باستازا. التقاء نهر كونامبو مع بونتوياكو في نهر تايجر؛
منفذ كونوناكو في كوراراي، في اتجاه مجرى النهر، إلى بيلافيستا؛
خط إلى منفذ ياسوني في نهر نابو. على طول نابو، في اتجاه مجرى النهر، إلى مصب أغوريكو؛
على طول الأخير، عند المنبع، إلى نقطة التقاء نهر لاغارتوكوتشا أو نهر زانكودو مع أغوريكو؛
نهر اغارتوكوتشا أو نهر زاندوكو، عند المنبع، إلى مصادره ومن هناك خط مستقيم يلتقي بنهر جوبي وعلى طول هذا النهر إلى منفذه في بوتومايو، وعلى طول نهر بوتومايو باتجاه الحدود بين الإكوادور وكولومبيا

### المادة التاسعة
من المفهوم أن الخط المذكور أعلاه يجب أن تقبله بيرو وإكوادور لرسم الحدود بين البلدين من قبل خبراء تقنيين. ومع ذلك يجوز للطرفين عند وضع الخط على أرض الواقع منح تنازلات متبادلة حسبما يرينها مستحسنة من أجل تعديل الخط المذكور أعلاه مع الواقع الجغرافي. يجب إجراء هذه التعديلات بالتعاون مع ممثلي الولايات المتحدة الأمريكية وجمهورية الأرجنتين والبرازيل وشيلي.
تقدم حكومتا بيرو وإكوادور هذا البروتوكول إلى مؤتمرات كل منهما، ويجب الحصول على الموافقة في غضون فترة لا تزيد عن 30 يومًا.
وإثباتاً لذلك، يقوم المفوضون المذكورون أعلاه بتوقيع وختم البروتوكول الحالي، في نسختين، باللغة الإسبانية في مدينة ريو دي جانيرو في الساعة الواحدة في اليوم التاسع والعشرين من شهر يناير من سنة الف وتسعمائة واثنان واربعون، تحت رعاية فخامة رئيس البرازيل وبحضور وزراء خارجية جمهورية الأرجنتين والبرازيل وشيلي ووكيل وزارة الخارجية للولايات المتحدة الأمريكية.
(وقعت أيضا من قبل ممثلي الولايات المتحدة الأمريكية والأرجنتين والبرازيل وشيلي)
تم التوقيع في ريو دي جانيرو، 29 يناير 1942.
وافق عليها الكونغرس الإكوادور، 26 فبراير 1942.
وافق عليه كونغرس بيرو، 26 فبراير 1942.
ألفريدو سولف ذ مورو
تابور دونسو
توقيع) سومنر ويلز
توقيع) ا. رويز غويناز
توقيع) خوان ب. روسيتي
توقيع) أوزوالدو أرانها.